# Liste der Nummer-eins-Hits in der Schweiz (1985)
Dies ist eine Liste der Nummer-eins-Hits in der Schweiz im Jahr 1985. Sie basiert auf den Top 30 Singles und Top 30 Alben der offiziellen Schweizer Hitparade. Es gab in diesem Jahr 14 Nummer-eins-Singles und zwölf Nummer-eins-Alben.

## Singles
| ← 1984 ← | Liste der Nummer-eins-Hits in der Schweiz | Liste der Nummer-eins-Hits in der Schweiz | Liste der Nummer-eins-Hits in der Schweiz                                                                                             | 1986 →                    |
| \| Zeitraum \| Wo. ges. \| Interpret \| Titel Autor(en) \| Zusätzliche Informationen \| \| (Zeitraum, Wochen auf Platz eins, Interpret, Titel, Autor[en], zusätzliche Informationen) \| \| \| \| \| \| ----------------------------------------------------------------------------------------- \| -------- \| ----------------------------- \| ------------------------------------------------------------------------------------------------------------------------------------- \| ------------------------- \| \| 25. November 1984 – 5. Januar 1985 6 Wochen \| 6 \| Jermaine Jackson & Pia Zadora \| When the Rain Begins to Fall Michael Robert Bradley, Peggy March, Steve Wittmack \| – \| \| 6. Januar 1985 – 19. Januar 1985 2 Wochen \| 2 \| Band Aid \| Do They Know It’s Christmas? Bob Geldof, Midge Ure \| – \| \| 20. Januar 1985 – 23. Februar 1985 5 Wochen \| 5 \| Murray Head \| One Night in Bangkok Benny Göran Bror Andersson, Björn K. Ulvaeus, Timothy Miles Bindon Rice \| – \| \| 24. Februar 1985 – 9. März 1985 2 Wochen \| 2 \| Tears for Fears \| Shout Roland Orzabal, Ian Stanley \| – \| \| 10. März 1985 – 13. April 1985 5 Wochen \| 5 \| Modern Talking \| You’re My Heart, You’re My Soul Steve Benson \| – \| \| 14. April 1985 – 4. Mai 1985 3 Wochen \| 3 \| Dead or Alive \| You Spin Me Round (Like a Record) Peter Jozzepi Burns, Stephen Coy, Timothy John Lever, Michael David Percy \| – \| \| 5. Mai 1985 – 15. Juni 1985 6 Wochen \| 6 \| USA for Africa \| We Are the World Michael Joe Jackson, Lionel B. Richie \| – \| \| 16. Juni 1985 – 3. August 1985 7 Wochen \| 7 \| Paul Hardcastle \| 19 Musik: Paul Hardcastle, Mike Oldfield; Text: Paul Hardcastle \| – \| \| 4. August 1985 – 14. September 1985 6 Wochen \| 6 \| Tina Turner \| We Don’t Need Another Hero Graham Hamilton Lyle, Terry Britten \| – \| \| 15. September 1985 – 19. Oktober 1985 5 Wochen (insgesamt 6) \| 6 \| Sandra \| (I’ll Never Be) Maria Magdalena Musik: Michael Cretu, Hubert Kemmler, Markus Löhr; Text: Richard William Palmer-James, Hubert Kemmler \| – \| \| 20. Oktober 1985 – 26. Oktober 1985 1 Woche (insgesamt 2) \| 2 \| Modern Talking \| Cheri, Cheri Lady Dieter Bohlen \| – \| \| 27. Oktober 1985 – 2. November 1985 1 Woche (insgesamt 6) \| 6 \| Sandra \| (I’ll Never Be) Maria Magdalena Musik: Michael Cretu, Hubert Kemmler, Markus Löhr; Text: Richard William Palmer-James, Hubert Kemmler \| – \| \| 3. November 1985 – 9. November 1985 1 Woche (insgesamt 2) \| 2 \| Modern Talking \| Cheri, Cheri Lady Dieter Bohlen \| – \| \| 10. November 1985 – 7. Dezember 1985 4 Wochen \| 4 \| a-ha \| Take On Me Pål Waaktaar-Savoy, Morten Harket, Magne Furuholmen \| – \| \| 8. Dezember 1985 – 11. Januar 1986 5 Wochen \| 5 \| Elton John \| Nikita Musik: Elton John; Text: Bernie Taupin \| – \| |                                           |                                           | |                           |
| ← 1984 |                                           |                                           | | → 1986 →                  |
| Zeitraum | Wo. ges.                                  | Interpret                                 | Titel Autor(en) | Zusätzliche Informationen |
| (Zeitraum, Wochen auf Platz eins, Interpret, Titel, Autor[en], zusätzliche Informationen) |                                           |                                           | |                           |
| 25. November 1984 – 5. Januar 1985 6 Wochen | 6                                         | Jermaine Jackson & Pia Zadora             | When the Rain Begins to Fall Michael Robert Bradley, Peggy March, Steve Wittmack                                                      | –                         |
| 6. Januar 1985 – 19. Januar 1985 2 Wochen | 2                                         | Band Aid                                  | Do They Know It’s Christmas? Bob Geldof, Midge Ure                                                                                    | –                         |
| 20. Januar 1985 – 23. Februar 1985 5 Wochen | 5                                         | Murray Head                               | One Night in Bangkok Benny Göran Bror Andersson, Björn K. Ulvaeus, Timothy Miles Bindon Rice                                          | –                         |
| 24. Februar 1985 – 9. März 1985 2 Wochen | 2                                         | Tears for Fears                           | Shout Roland Orzabal, Ian Stanley | –                         |
| 10. März 1985 – 13. April 1985 5 Wochen | 5                                         | Modern Talking                            | You’re My Heart, You’re My Soul Steve Benson                                                                                          | –                         |
| 14. April 1985 – 4. Mai 1985 3 Wochen | 3                                         | Dead or Alive                             | You Spin Me Round (Like a Record) Peter Jozzepi Burns, Stephen Coy, Timothy John Lever, Michael David Percy                           | –                         |
| 5. Mai 1985 – 15. Juni 1985 6 Wochen | 6                                         | USA for Africa                            | We Are the World Michael Joe Jackson, Lionel B. Richie                                                                                | –                         |
| 16. Juni 1985 – 3. August 1985 7 Wochen | 7                                         | Paul Hardcastle                           | 19 Musik: Paul Hardcastle, Mike Oldfield; Text: Paul Hardcastle                                                                       | –                         |
| 4. August 1985 – 14. September 1985 6 Wochen | 6                                         | Tina Turner                               | We Don’t Need Another Hero Graham Hamilton Lyle, Terry Britten                                                                        | –                         |
| 15. September 1985 – 19. Oktober 1985 5 Wochen (insgesamt 6) | 6                                         | Sandra                                    | (I’ll Never Be) Maria Magdalena Musik: Michael Cretu, Hubert Kemmler, Markus Löhr; Text: Richard William Palmer-James, Hubert Kemmler | –                         |
| 20. Oktober 1985 – 26. Oktober 1985 1 Woche (insgesamt 2) | 2                                         | Modern Talking                            | Cheri, Cheri Lady Dieter Bohlen | –                         |
| 27. Oktober 1985 – 2. November 1985 1 Woche (insgesamt 6) | 6                                         | Sandra                                    | (I’ll Never Be) Maria Magdalena Musik: Michael Cretu, Hubert Kemmler, Markus Löhr; Text: Richard William Palmer-James, Hubert Kemmler | –                         |
| 3. November 1985 – 9. November 1985 1 Woche (insgesamt 2) | 2                                         | Modern Talking                            | Cheri, Cheri Lady Dieter Bohlen | –                         |
| 10. November 1985 – 7. Dezember 1985 4 Wochen | 4                                         | a-ha                                      | Take On Me Pål Waaktaar-Savoy, Morten Harket, Magne Furuholmen                                                                        | –                         |
| 8. Dezember 1985 – 11. Januar 1986 5 Wochen | 5                                         | Elton John                                | Nikita Musik: Elton John; Text: Bernie Taupin                                                                                         | –                         |

## Alben
| ← 1984 ← | Liste der Nummer-eins-Hits in der Schweiz | Liste der Nummer-eins-Hits in der Schweiz | Liste der Nummer-eins-Hits in der Schweiz | 1986 →                    |
| \| Zeitraum \| Wo. ges. \| Interpret \| Titel \| Zusätzliche Informationen \| \| (Zeitraum, Wochen auf Platz eins, Interpret, Titel, zusätzliche Informationen) \| \| \| \| \| \| ------------------------------------------------------------------------------ \| -------- \| ----------------- \| --------------------- \| ------------------------- \| \| 23. Dezember 1984 – 26. Januar 1985 5 Wochen \| 5 \| Rondò Veneziano \| Odissea Veneziana \| – \| \| 27. Januar 1985 – 2. März 1985 5 Wochen \| 5 \| Foreigner \| Agent Provocateur \| – \| \| 3. März 1985 – 9. März 1985 1 Woche \| 1 \| Yello \| Stella \| – \| \| 10. März 1985 – 4. Mai 1985 8 Wochen \| 8 \| Phil Collins \| No Jacket Required \| – \| \| 5. Mai 1985 – 25. Mai 1985 3 Wochen \| 3 \| USA for Africa \| We Are the World \| – \| \| 26. Mai 1985 – 17. August 1985 12 Wochen (insgesamt 13) \| 13 \| Dire Straits \| Brothers in Arms \| – \| \| 18. August 1985 – 24. August 1985 1 Woche (insgesamt 5) \| 5 \| Bruce Springsteen \| Born in the U.S.A. \| – \| \| 25. August 1985 – 31. August 1985 1 Woche (insgesamt 13) \| 13 \| Dire Straits \| Brothers in Arms \| – \| \| 1. September 1985 – 28. September 1985 4 Wochen (insgesamt 5) \| 5 \| Bruce Springsteen \| Born in the U.S.A. \| – \| \| 29. September 1985 – 2. November 1985 5 Wochen \| 5 \| Peter Maffay \| Sonne in der Nacht \| – \| \| 3. November 1985 – 30. November 1985 4 Wochen \| 4 \| Modern Talking \| Let’s Talk About Love \| – \| \| 1. Dezember 1985 – 21. Dezember 1985 3 Wochen \| 3 \| Sade \| Promise \| – \| \| 22. Dezember 1985 – 18. Januar 1986 4 Wochen \| 4 \| Rondò Veneziano \| Casanova \| – \| |                                           |                                           |                                           |                           |
| ← 1984 |                                           |                                           |                                           | → 1986 →                  |
| Zeitraum | Wo. ges.                                  | Interpret                                 | Titel                                     | Zusätzliche Informationen |
| (Zeitraum, Wochen auf Platz eins, Interpret, Titel, zusätzliche Informationen) |                                           |                                           |                                           |                           |
| 23. Dezember 1984 – 26. Januar 1985 5 Wochen | 5                                         | Rondò Veneziano                           | Odissea Veneziana                         | –                         |
| 27. Januar 1985 – 2. März 1985 5 Wochen | 5                                         | Foreigner                                 | Agent Provocateur                         | –                         |
| 3. März 1985 – 9. März 1985 1 Woche | 1                                         | Yello                                     | Stella                                    | –                         |
| 10. März 1985 – 4. Mai 1985 8 Wochen | 8                                         | Phil Collins                              | No Jacket Required                        | –                         |
| 5. Mai 1985 – 25. Mai 1985 3 Wochen | 3                                         | USA for Africa                            | We Are the World                          | –                         |
| 26. Mai 1985 – 17. August 1985 12 Wochen (insgesamt 13) | 13                                        | Dire Straits                              | Brothers in Arms                          | –                         |
| 18. August 1985 – 24. August 1985 1 Woche (insgesamt 5) | 5                                         | Bruce Springsteen                         | Born in the U.S.A.                        | –                         |
| 25. August 1985 – 31. August 1985 1 Woche (insgesamt 13) | 13                                        | Dire Straits                              | Brothers in Arms                          | –                         |
| 1. September 1985 – 28. September 1985 4 Wochen (insgesamt 5) | 5                                         | Bruce Springsteen                         | Born in the U.S.A.                        | –                         |
| 29. September 1985 – 2. November 1985 5 Wochen | 5                                         | Peter Maffay                              | Sonne in der Nacht                        | –                         |
| 3. November 1985 – 30. November 1985 4 Wochen | 4                                         | Modern Talking                            | Let’s Talk About Love                     | –                         |
| 1. Dezember 1985 – 21. Dezember 1985 3 Wochen | 3                                         | Sade                                      | Promise                                   | –                         |
| 22. Dezember 1985 – 18. Januar 1986 4 Wochen | 4                                         | Rondò Veneziano                           | Casanova                                  | –                         |

## Jahreshitparaden
| ← 1984 ← | Liste der Nummer-eins-Hits in der Schweiz | Liste der Nummer-eins-Hits in der Schweiz | Liste der Nummer-eins-Hits in der Schweiz | 1986 →   |
| \| Singles \| Position# \| Alben \| \| -------------------------------------------------------------------------------------------------------------------------------------------- \| --------- \| ------------------------------------ \| \| Live Is Life Opus Musik: Ewald Pfleger, Herwig Rüdisser, Kurt Plisnier, Günter Grasmuck, Peter Niklas Gruber; Text: Ewald Pfleger \| 1 \| Private Dancer Tina Turner \| \| Tarzan Boy Baltimora Musik: Maurizio Bassi; Text: Naimy Hackett \| 2 \| Brothers in Arms Dire Straits \| \| You’re My Heart, You’re My Soul Modern Talking Steve Benson \| 3 \| The 1st Album Modern Talking \| \| We Are the World USA for Africa Michael Joe Jackson, Lionel B. Richie \| 4 \| Born in the U.S.A. Bruce Springsteen \| \| Rock Me Amadeus Falco Musik: Robert J. Bolland, Ferdinand D. Bolland; Text: Robert J. Bolland, Ferdinand D. Bolland, Johann Hölzl \| 5 \| Live Is Life Opus \| \| We Don’t Need Another Hero Tina Turner Graham Hamilton Lyle, Terry Britten \| 6 \| No Jacket Required Phil Collins \| \| 19 Paul Hardcastle Musik: Paul Hardcastle, Mike Oldfield; Text: Paul Hardcastle \| 7 \| Agent Provocateur Foreigner \| \| One Night in Bangkok Murray Head Benny Göran Bror Andersson, Björn K. Ulvaeus, Timothy Miles Bindon Rice \| 8 \| Like a Virgin Madonna \| \| You’re a Woman Bad Boys Blue Musik: Tony Hendrik; Text: Karin Sabine Hartmann-Eisenblätter, Mary Susan Applegate \| 9 \| Grüeni Banane Peter Reber \| \| (I’ll Never Be) Maria Magdalena Sandra Musik: Michael Cretu, Hubert Kemmler, Markus Löhr; Text: Richard William Palmer-James, Hubert Kemmler \| 10 \| We Are the World USA for Africa \| |                                           |                                           |                                           |          |
| ← 1984 |                                           |                                           |                                           | → 1986 → |
| Singles | Position#                                 | Alben                                     |                                           |          |
| Live Is Life Opus Musik: Ewald Pfleger, Herwig Rüdisser, Kurt Plisnier, Günter Grasmuck, Peter Niklas Gruber; Text: Ewald Pfleger | 1                                         | Private Dancer Tina Turner                |                                           |          |
| Tarzan Boy Baltimora Musik: Maurizio Bassi; Text: Naimy Hackett | 2                                         | Brothers in Arms Dire Straits             |                                           |          |
| You’re My Heart, You’re My Soul Modern Talking Steve Benson | 3                                         | The 1st Album Modern Talking              |                                           |          |
| We Are the World USA for Africa Michael Joe Jackson, Lionel B. Richie | 4                                         | Born in the U.S.A. Bruce Springsteen      |                                           |          |
| Rock Me Amadeus Falco Musik: Robert J. Bolland, Ferdinand D. Bolland; Text: Robert J. Bolland, Ferdinand D. Bolland, Johann Hölzl | 5                                         | Live Is Life Opus                         |                                           |          |
| We Don’t Need Another Hero Tina Turner Graham Hamilton Lyle, Terry Britten | 6                                         | No Jacket Required Phil Collins           |                                           |          |
| 19 Paul Hardcastle Musik: Paul Hardcastle, Mike Oldfield; Text: Paul Hardcastle | 7                                         | Agent Provocateur Foreigner               |                                           |          |
| One Night in Bangkok Murray Head Benny Göran Bror Andersson, Björn K. Ulvaeus, Timothy Miles Bindon Rice | 8                                         | Like a Virgin Madonna                     |                                           |          |
| You’re a Woman Bad Boys Blue Musik: Tony Hendrik; Text: Karin Sabine Hartmann-Eisenblätter, Mary Susan Applegate | 9                                         | Grüeni Banane Peter Reber                 |                                           |          |
| (I’ll Never Be) Maria Magdalena Sandra Musik: Michael Cretu, Hubert Kemmler, Markus Löhr; Text: Richard William Palmer-James, Hubert Kemmler | 10                                        | We Are the World USA for Africa           |                                           |          |